# Метик Тарас Михайлович
Тарас Михайлович Метик (нар. 24 жовтня 1955, село Залужани Дрогобицького району Львівської області) — дрогобицький політичний та партійний діяч. Виконувач обов'язків міського голови Дрогобича у листопаді 2014 — листопаді 2015 року.

## Біографія
Народився у родині робітника Метика Михайла Миколайовича (1919–1992) та колгоспниці Метик Галини Андріївної (1924 р.н.) із села Залужани Дрогобицького району.
З 1963 по 1971 рік навчався в Снятинській восьмирічній школі Дрогобицького району. З 1971 по 1974 рік навчався в Стрийському професійно-технічному училищі № 8, де здобув професію слюсаря з ремонту промислового устаткування.
У липні — листопаді 1974 року — слюсар Дрогобицького долотного заводу.
У листопаді 1974 — листопаді 1976 року — служба у Радянській армії.
У листопаді 1976 — липні 1977 року — слюсар пересувної механізованої колони № 72 «Західводбуд». У липні — грудні 1977 року — слюсар автоколони № 6 «Львівенерго».
У грудні 1977 — 1978 року — слухач підготовчого відділення факультету журналістики, а у 1978–1983 роках — студент факультету журналістики Львівського державного університету імені Івана Франка.
У 1983 році закінчив факультет журналістики Львівського державного університету імені Івана Франка.
У серпні 1983 — квітні 1990 року — кореспондент відділу сільського господарства Дрогобицької міської та районної газети «Радянське слово».
2 квітня 1990 — липень 1994 року — голова Дрогобицької районної ради.
У 1995–1999 роках — видавець, головний редактор часопису «Вісник Дрогобиччини». У 1995–1996 роках — засновник і директор інформаційно-рекламного агентства «Вісник».
У 1996–1998 роках — заступник Дрогобицького міського голови з гуманітарних питань.
У 1998–2000 роках — кореспондент Дрогобицького часопису «Галицька зоря».
У 2000–2002 роках — заступник Дрогобицького міського голови з гуманітарних питань.
У 2003–2004 роках — головний редактор Дрогобицької газети «Вільне слово».
Потім працював провідним спеціалістом зі зв'язків із громадськістю, заступником головного лікаря з питань маркетингу Трускавецького ЗАТ «Санаторно-готельний комплекс „Дніпро-Бескид“» (2007–2010 роки).
У листопаді 2010 — лютому 2014 року — секретар Дрогобицької міської ради. У вересні 2014 — листопаді 2015 року — знову секретар Дрогобицької міської ради.
У листопаді 2014 — листопаді 2015 року — виконувач обов'язків Дрогобицького міського голови.
Член Конгресу українських націоналістів (КУН) з 1994 року. Голова Дрогобицького осередку КУН. Обирався депутатом Дрогобицької міської ради 2-х каденцій (2002–2006, 2010–2015), депутатом Дрогобицької районної ради 3-х каденцій (1990–1994, 1999–2002, 2006–2010).
Член Національної спілки журналістів України з 1985 року.
Склад родини: одружений, дружина — Метик Ольга Стефанівна (1961 р.н.) працювала диспетчером Дрогобицького заводу «Граніт». Син — Олег (1980 р.н.), дочки — Марта (1984 р.н.) і Мар'яна (1988 р.н.).

## Нагороди та звання
- заслужений журналіст України (2019)